# بصرة (أسيوط)
قرية بصرة هي إحدى القرى التابعة لمركز الفتح في محافظة أسيوط في جمهورية مصر العربية.
كانت في الماضي تابعة لمركز ابنوب 
ويقصد بها الأرض شديدة الخصوبة
```
حسب إحصاءات سنة 2006، بلغ إجمالي السكان في بصرة 18992 نسمة، منهم 10033 رجل و8959 امرأة.
[
1
]
```

وتتميز القرية بكونها قريبة من مدينة أسيوط وتعتبر القرية من الموارد الرئيسية التي تدعم المحافظة بمواد البناء والرمل علاوة على تميزها بانتاج محاصيل الرمان الاسيوطي والتصدير الذي تشتهر به محافظة أسيوط
وتضم القرية كوكبة كبيرة من الأعلام في مختلف المجالات في الطب والهندسة والعلوم المتميزة، وتضم قاعدة جوية تابعة للمنطقة الجنوبية العسكرية
في مجال الطب
- الجراح صالح فاروق محمد عبد الحافظ
- الدكتور محمود محمد هاشم مدير مستشفى المبرة
في مجال الهندسة
حسن شحاتة الصعيدي
احمد عبد الوهاب عبدالراضي
محمود محمد محمود بطوطة
في مجال التعليم
عبدالنعيم محمد عبدالمنعم شلبي 
هاني عادل زاخر
مرعي بدوي 
كمال محمد جابر سلامة